# Mahmud Darwisch
Mahmud Darwisch (arabisch محمود درويش, DMG Maḥmūd Darwīš; * 13. März 1941 in al-Birwa, Palästina bei Akko; † 9. August 2008 in Houston, Texas) war ein palästinensischer Dichter, der als „die poetische Stimme seines Volkes“ bezeichnet wurde.

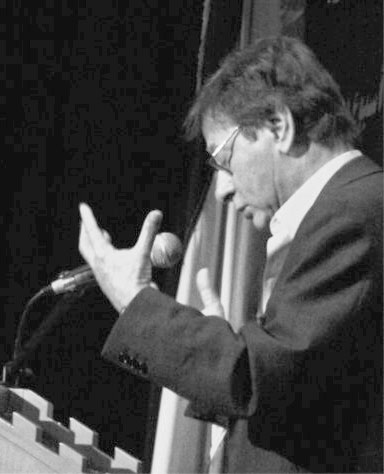
Mahmud Darwisch (2006)

## Leben
Mahmud Darwisch stammte aus einer landbesitzenden Familie, seine Mutter hieß Hurriya und war die Tochter des ehemaligen Bürgermeisters des Nachbarortes. Er war der Zweitälteste und hatte drei Brüder und drei Schwestern. Seine Familie flüchtete 1948 mit ihm während der Nakba in den Libanon. Die Familie lebte dort zuerst in Jezzine, nach einigen Monaten jedoch in Damur. 1949 kehrte seine Familie mit ihm ohne israelische Genehmigung heimlich nach Galiläa zurück. Da das Heimatdorf der Familie zerstört worden war und seine Gemarkung dem jüdischen Moschav Achihud und dem Kibbuz Jasʿur hatte weichen müssen, siedelte sich seine Familie im Dorf Dayr al-Asad an. Ihr Leben als „illegale Eindringlinge“ bzw. „anwesende Abwesende“ (hebräisch נִפְקָדִים נוֹכָחִים Nifqadīm Nōchachīm, deutsch ‚[im Lande] anwesende [an ihrem Heimatort] Abwesende‘) war von Entwürdigungen geprägt.
Nach einer Protestaktion wurde er als 14-Jähriger in einem israelischen Gefängnis in Gewahrsam genommen. Er lernte in der Schule Hebräisch und las daraufhin Klassiker der Weltliteratur und die Bibel auf Hebräisch. Nach dem Besuch der arabischen Oberschule in Kufr Jassif ging er nach Haifa, wo die jüdische Israelin Tamar Ben-Ami seine Geliebte war, wie er der französischen Journalistin Laure Adler 2007 in einem Interview offenbarte. Er wurde stellvertretender Redakteur von Al-Faǧr (الفجر ‚Der Tagesanbruch‘), 1958 bis 1962 erschienene literarische Zeitschrift der Mapam. In den 1960er Jahren wurde er dort Mitglied des Maki und arbeitete als Kulturredakteur der kommunistischen Zeitung Al-Ittiḥād (الاتحاد ‚Die Vereinigung‘) sowie deren Kulturblatt Al-Ǧadid (Das Neue) und verfasste Gedichte wie „Identitätskarte“ (1964) und „Ein Liebender aus Palästina“ (1966), die ihn durch Ghassan Kanafanis Anthologie „Die Widerstandsdichtung im besetzten Palästina“ (1966) auch in der gesamten arabischen Welt berühmt machten. Unter dem israelischen diskriminierenden Militärgesetz für arabische Israelis, das ihnen bis 1966 besondere Ausweispflichten, Aufenthalts- und Reisebeschränkungen auferlegte, erfuhr Darwisch mehrfach Inhaftierung und Repressionen.
Darwisch verließ 1970 Israel, um in Moskau Politische Ökonomie zu studieren. Danach lebte er im Exil in Kairo, ab 1972 in Beirut, wo er 1973 der PLO beitrat, die in Israel als Terrororganisation verboten war, weshalb es ihm fortan die Einreise verwehrte. Wegen des Einmarschs der Israelis 1982 verließ er den Libanon, lebte danach auf Zypern, in Tunis und Paris. Ab 1996 lebte er in Amman und Ramallah. Dann wohnte er der Beisetzung Emil Habibis in Haifa bei, wozu ihm die israelischen Behörden 1996 ein humanitäres Visum für vier Tage ausstellten. Im Juli 2007 trat Darwisch wieder in Haifa auf.
Insbesondere die historische Zäsur des Beiruter Sommers 1982, die wochenlangen Bombardierungen und der Zusammenbruch der zuvor gehegten Hoffnungen, führten zu einer radikal neuen Schreibweise und (kultur)politischen Position, die er in Prosatexten wie „Ein Gedächtnis für das Vergessen“ (1987), einigen in „Zur Beschreibung unserer Lage“ (1987) veröffentlichten Essays und Gedichtbänden wie „Belagerung der Hymnen auf das Meer“ (1984), „Es ist ein Lied, ein Lied“ (1986) und schließlich dem orchestralen „Lob des hohen Schattens“ in einer eindrucksvollen Mehrstimmigkeit zum Ausdruck brachte.
In Beirut wurde er Direktor des Palestine Research Center der PLO und Herausgeber der Zeitschrift Palästinensische Angelegenheiten sowie ab 1981 der Literaturzeitschrift Al-Karmel (Der Karmel). Von 1987 bis 1993 war er Mitglied des Palästinensischen Nationalrats und am 14. November 1988 Mitverfasser der Proklamation des Palästinensischen Staates. Da er den Oslo-Friedensprozess ablehnte, trat er 1993 von seinen PLO-Ämtern zurück.
Bekannte Gedichte, die vom libanesischen Musiker Marcel Khalifé vertont wurden, sind Rita und das Gewehr sowie An meine Mutter. Das Motiv der Liebe zu einer (jüdisch-israelischen) Fremden, das in den „Rita-Gedichten“ der sechziger Jahre Furore in der arabischen Welt machte, zieht sich bis ins Spätwerk, um die Möglichkeiten eines lebensphilosophischen Zwiegesprächs und eines utopischen Neubeginns poetisch immer wieder neu auszuschöpfen.
Mahmud Darwisch starb am 9. August 2008 nach einer Herzoperation in einem Krankenhaus in Houston. Sein Leichnam wurde nach Ramallah überführt, wo er am 12. August 2008 ein „Staatsbegräbnis“ auf einem Hügel nicht weit vom Kulturpalast erhielt, der in „Darwisch-Kulturpalast“ umbenannt wurde.

## Bedeutung
Mahmud Darwisch wurde als einer der herausragenden zeitgenössischen Dichter in der arabischen Welt sowie als die poetische Stimme des palästinensischen Volkes bezeichnet; seine Gedichtbände wurden in 30 Sprachen übersetzt. In seinen Werken setzte er sich gleichermaßen gegen Unrecht und Unterdrückung wie für eine friedliche und gerechte Koexistenz palästinensischer Araber und israelischer Juden ein. Auch thematisierte er immer wieder das Exil-Schicksal vieler Palästinenser. Sein Lebenswerk war lange Zeit vom politischen Engagement für einen unabhängigen palästinensischen Staat geprägt. Als ehemaliges Mitglied des Exekutivkomitees der PLO schrieb er 1988 die palästinensische Unabhängigkeitserklärung. Darwisch galt als scharfer Kritiker sowohl der israelischen Politik als auch der palästinensischen Führung.
In Deutschland ist Darwisch, anders als in Frankreich, eher ein Geheimtipp geblieben.
Ein faszinierender Aspekt von Darwīš' lyrischem Werk liegt in der kontinuierlichen Suche nach neuen poetischen Formen, Rhythmen und Bildern, die trotz fortgesetztem Verlust, Enteignung, Verzweiflung und Resignation ihre Lebensbejahung und ihre Musikalität bewahren. Seine Gedichte versuchen die Stimmen der Anderen, auch des „Feindes“, einzufangen, fremde Anteile im Selbst als Bereicherung wahrzunehmen und nationalistisch-koloniale Identitätskonstruktionen zu hinterfragen, um mögliche Wege zu einer humaneren Welt und Gesellschaft aufzuzeigen. Damit einhergehend wandelt sich auch das Verständnis von Exil, das zunehmend als elementarer Bestandteil der eigenen Identität – ähnlich zu Edwards Saids Perspektiven auf Exil und Identität – gewertet wird.
Am 5. Oktober 2008 hielt das internationale Literaturfestival Berlin eine weltweite Lesung im Gedenken an Mahmud Darwisch.

## Auszeichnungen
- Lotus Preis (1969), von der Union Afro-Asiatische Dichter
- Internationaler Lenin-Friedenspreis (1983 von der UdSSR)
- Chevalier des Arts et des Lettres (1993 von Frankreich)
- Lannan Cultural Freedom Award (2001)[13]
- Erich-Maria-Remarque-Friedenspreis der Stadt Osnabrück zusammen mit Dan Bar-On (2003)
- Prinz-Claus-Preis (2004)
- „Ehrengast“ des Premio Laudomia Bonanni (2006)[14]
- Goldenen Kranz beim internationalen Lyrikertreffen Die Abende der Poesie in Struga (Mazedonien).

## Ehrungen
- Um Mahmoud Darwish zu gedenken, hat die Palästinensische Autonomiebehörde im August 2008 eine Serie von vier Briefmarken herausgegeben. Die Briefmarken wurden in Tunesien gedruckt und waren in vier verschiedenen Werten erhältlich: 150 Fils, 250 Fils, 350 Fils und 400 Fils.[15]

- Am 4. Oktober 2008 wurde die Mahmoud Darwish Foundation als gemeinnützige palästinensische Stiftung gegründet, um „das kulturelle, literarische und intellektuelle Erbe von Mahmoud Darwish zu bewahren“.[16] Die Stiftung verwaltet den jährlichen „Mahmoud Darwish Award for Creativity“, der an Intellektuelle aus Palästina und anderen Ländern verliehen wird.[17] Im Jahr 2010 war die ägyptische Schriftstellerin Ahdaf Soueif die erste Preisträgerin.

## Gedichte
- Vögel ohne Flügel (عصافير بلا أجنحة ʿaṣāfīr bilā aǧniḥa), 1960.
- Ölbaumblätter (أوراق الزيتون awrāq az-zaytūn), 1964.
- Ein Liebender aus Palästina (عاشق من فلسطين ʿāshiq min filasṭīn), 1966.
- Āḫir al-layl (آخر الليل Das Ende der Nacht), 1967.
- Yawmīyāt ǧurḥ filasṭīnī (يوميات جرح فلسطيني Tagebuch einer Palästinensischen Wunde), 1969.
- Ḥabibatī tanhaḍ min naumihā (حبيبتي تنهض من نومها Meine Geliebte erwacht), 1969.
- al-kitāba ʿalā ḍawʾ al-bunduqīya (الكتابة على ضوء البندقية Schreiben im Lichte des Gewehrs), 1970.
- al-ʿaṣāfīr tamūt fī al-ǧalīl (العصافير تموت في الجليل Vögel im Galiläa sterben), 1970.
- Werke des Mahmoud Darwish, 1971. Zwei Bände.
- Maṭṭar nāʿim fī ḫarīf baʿīd (مطر ناعم في خريف بعيد Leichter Regen im weiten Herbst), 1971.
- Uḥibbuki aw la uḥibbuki (أحبك أو لا أحبك Ich Lieb' Dich, ich lieb' Dich nicht), 1972.
- Ǧundīyun yaḥlum biz-zanābiq al-bayḍāʾ (جندي يحلم بالزنابق البيضاء Ein Soldat träumt von weißen Lilien), 1973.
- Muḥāwala raqm 7 (محاولة رقم ٧ Versuch Nummer 7), 1974.
- Tilka ṣūratuha wa-haḏa intiḥar al-ʿāšiq (تلك صورتها وهذا انتحار العاشق Dies ist ihr Bild und das ist der Selbstmord des Liebhabers), 1975.
- Ahmad al-za'tar, 1976.
- A'ras (Hochzeiten), 1977.
- al-Nasheed al-jasadi (Die körperliche Hymne), 1980.
- Die Musik des menschlichen Fleisches. Gedichte des palästinensischen Kampfes. Übers. Denys Johnson-Davies. Heinemann, 1980.
- Qasidat Bayrut (Beiruts Gedicht), 1982.
- Palästina als Metapher: Gespräche über Literatur und Politik. Palmyra, Heidelberg 1998, ISBN 3-930378-16-7
- Ein Gedächtnis für das Vergessen. Beirut, August 1982 (ذاكرة للنسيان dhâkira lin-nisyân, 1987) Prosa. Lenos, Basel 2001, ISBN 3-85787-316-7
- Weniger Rosen. Gedichte. Hans Schiler, Berlin 2002, ISBN 3-89930-101-3
- „Wir haben ein Land aus Worten“. Ausgewählte Gedichte 1986–2002. Ammann, Zürich 2002, ISBN 3-250-30013-6
- Wo du warst und wo du bist. Gedichte. A1 Verlag, München 2004, ISBN 3-927743-71-2
- Warum hast du das Pferd allein gelassen? Gedichte. Hans Schiler, Berlin 2004, ISBN 3-89930-244-3
- Belagerungszustand. Gedichte. Hans Schiler, Berlin 2006, ISBN 3-89930-106-4
- Der Würfelspieler. Gedicht. Arabisch-Deutsch. Übers., Vorw. Adel Karasholi. A1 Verlag, München 2009, ISBN 978-3-940666-08-6

## Werke von Mahmud Darwisch in der Weltmusik
In den 1980er Jahren nahm die palästinensische Musikgruppe Sabreen in Israel ein Album auf, das Versionen von Darwishs Gedichten „On Man“ und „On Wishes“ enthielt.
Viele Gedichte von Mahmud Darwisch wurden von arabischen Komponisten und Musikern auf die Musik gelegt, darunter der oben genannte Marcel Khalifé, sowie Reem Kelani, Majida El Roumi und Ahmad Kaabour. Die bemerkenswertesten sind „Rita and the Rifle“, „I lost a beautiful Dream“, „Birds of Galilee“ und „I Yearn for my Mother's Bread“. Sie wurden zu Hymnen für mindestens zwei Generationen von Arabern.
Tamar Mascal, ein israelisch-amerikanischer Komponist, hat Darwishs Lied „I Am From There“ in seine Komposition „Gelber Wind“ für Orchester und arabische Flöte aufgenommen, die arabische und israelische Poesie sowie Themen aus dem Buch Der gelbe Wind von David Grossman kombiniert.
Im Jahr 2002 vollendete der Schweizer Komponist Klaus Huber ein großes Werk mit dem Titel „Die Seele muss vom Reittier steigen ...“, ein kammermusikalisches Konzert für Cello, Bariton und Countertenor, das Darwishs „Die Seele muss von ihrem Berg herabsteigen und auf ihren seidenen Füßen gehen“ enthält.
Im Jahr 2008 hat der amerikanische Komponist Mohammed Fairouz eine Auswahl von Darwishs State of Siege (Halat Hissar) auf die Musik übertragen. In seiner dritten Sinfonie „Gedichte und Gebete“ von 2012 werden neben den Texten von Mahmoud Darwish auch Gedichte der arabischen Dichterin Fadwa Touqan und des israelischen Dichters Jehuda Amichai ertönt.
Im Jahr 2011 schuf der syrische Komponist Hassan Taha das Musikstück „Der Würfelspieler“, basierend auf den Gedichten und Texten von Mahmoud Darwish. Ihre Premiere fand im experimentellen Zentrum für zeitgenössische Musik Gare du Nord in Basel statt.
Empört über den Versuch, die vom arabischen Komponisten Marcel Khalife geschriebene Komposition „I am Yusuf, oh my father“ zu verbieten, hat der norwegische Sänger und Songwriter Moddi eine neue Musik zu Darwishs Gedicht komponiert. Darwish präsentiert hier die Geschichte von Joseph als eine Allegorie der Ablehnung der Palästinenser durch die Israelis. Der Song „Oh my father, I am Joseph“ ist in das Album „Unsongs“ eingegangen, das Moddy 2015 veröffentlichte.
2017 vertonte der britische Musiker Roger Waters eine englische Übersetzung von Darwishs „Lesson From the Kama Sutra (Wait for Her)“ in seinem Album „Is This the Life We Really Want?“ in einem Lied mit dem Titel „Wait for Her“.